# Усач Павло Назарійович
Павло Назарійович Усач (рум. Pavel Usaci; нар. 25 вересня 1937, Несвоя, Хотин, Румунське королівство) — музикант-трубач, педагог. Заслужений артист Молдавської РСР. Брат музиканта Георгія Усача.

## Біографія
Народився у селі Несвоя жудеця Хотин (нині входить до складу Дністровського району Чернівецької області України) в сім'ї музикантів.
У 1952—1954 роках навчався у Чернівецькому музичному училищі. У 1961 році закінчив Московську консерваторію.
З 1961 по 1981 року (з перервою у 5 років) був солістом Молдавського державного академічного ансамблю народного танцю «Жок».
У 1972—1977 роках викладав у Кишинівському державному інституті мистецтв імені Г. Музическу.
Подальша доля невідома.